# 김윤환 (야구 선수)
김윤환(1995년 11월 20일 ~ )은 KBO 리그 스코어본 하이에나들의 투수이다.

## 한국 프로야구 시절

### 넥센 히어로즈시절
2014년 2차 10라운드로 지명을 받아 2016년에 입단하였다.
2016년 9월 8일 SK 와이번스와의 경기에서 구원 등판해 1이닝 무실점을 기록했다.

## 한국 독립야구 시절

### 용인시 빠따형 독립야구단시절
2020년에 입단하였다.

### 스코어본 하이에나들시절
2021년에 입단하였다.

## 출신 학교
- 안산중앙초등학교
- 평촌중학교
- 인천고등학교